# Leander rectirostris
Leander rectirostris is een garnalensoort uit de familie van de Palaemonidae.